# Lariscus insignis
Lariscus insignis је сисар из реда глодара (Rodentia) и породице веверица (Sciuridae).

## Распрострањење
Ареал врсте је ограничен на мањи број држава. Врста је присутна у Брунеју, Индонезији, Малезији и Тајланду.

## Станиште
Станишта врсте су шуме и брдовити предели до 1.500 метара надморске висине.

## Угроженост
Ова врста није угрожена, и наведена је као последња брига јер има широко распрострањење.